# Magdalena (Colombie)
Pour les articles homonymes, voir Magdalena.
Magdalena est un des 32 départements de la Colombie.
Il fut un des neuf États originels qui formèrent les États-Unis de Colombie. Il est situé dans le nord du pays et est riverain de la mer des Caraïbes. Sa capitale est Santa Marta.

## Toponymie
Le nom du département est dû au río Magdalena qui le traverse, lui-même nommé d'après la sainte catholique Marie-Madeleine.

## Histoire

### XIXeetXXesiècles

La province de Santa Marta en 1810.
Le département de Magdalena en 1824.
La province de Santa Marta en 1855.
L'État souverain de Magdalena en 1863.
Le département de Magdalena depuis 1886.

### Histoire récente
Les paramilitaires du Bloc Tayrona des Autodéfenses unies de Colombie (AUC) ont fait régner la terreur dans le département du Magdalena au cours des années 2000. De multiples massacres, disparitions et viols leur sont imputés. Le chef de l'organisation, Hernan Giraldo, est notamment accusé de plus de 200 viols d'enfants. Les paramilitaires sont démobilisés 2006 à la suite d'un accord avec le président Álvaro Uribe, mais plus d’une dizaine de structures criminelles plus ou moins liées à Giraldo et impliquées dans le trafic de drogue ont poursuivi leurs exactions.
Plusieurs structures paramilitaires se disputent le contrôle du territoire (Autodéfenses conquérantes de la Sierra Nevada, los Pachenca et le Clan du Golfe).

## Géographie

### Géographie physique

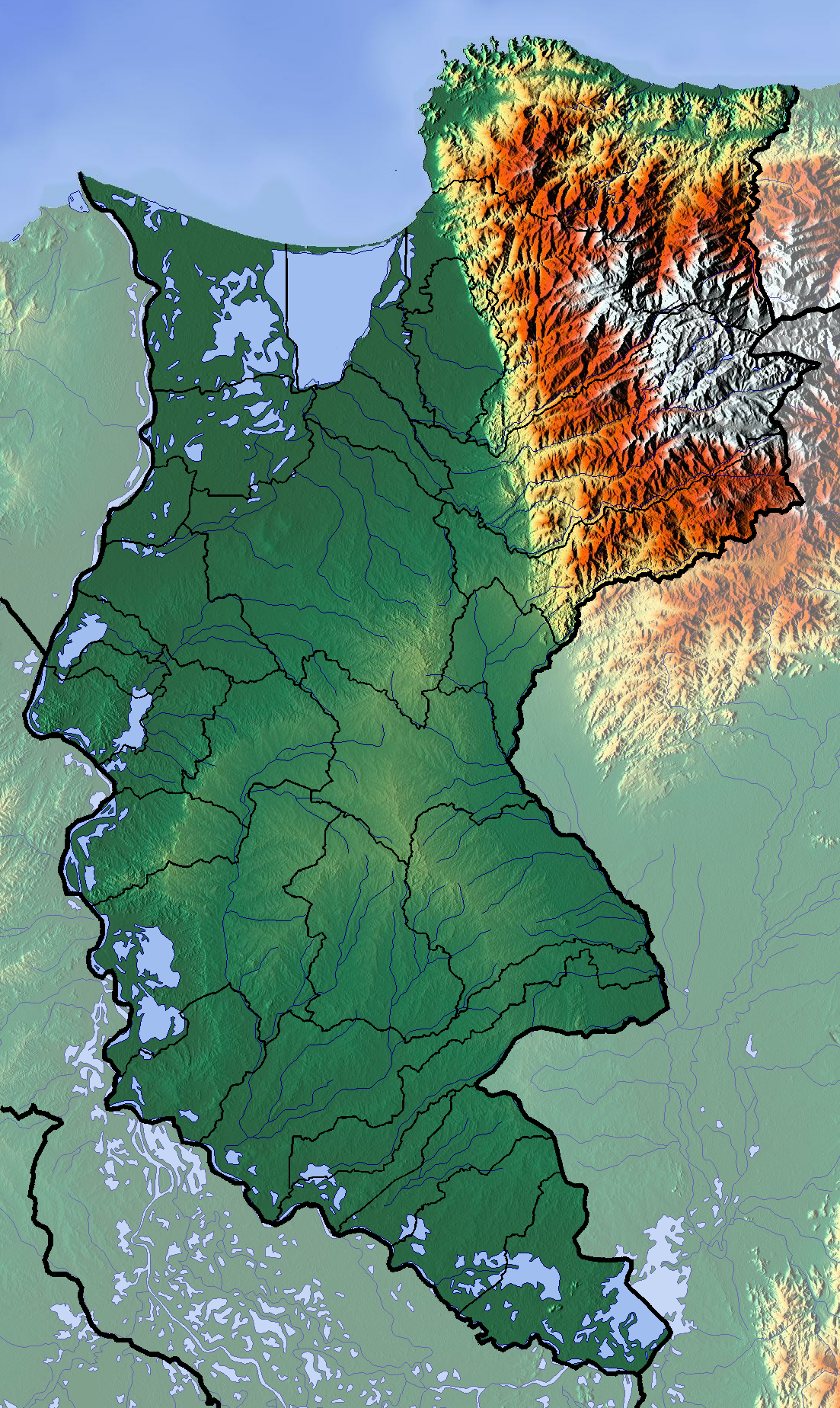
Carte topographique de Magdalena.

Le département de Magdalena est situé au nord du pays. Il est bordé au nord par la mer des Caraïbes, à l'ouest par les départements d'Atlántico et Bolívar et à l'est par ceux de La Guajira et Cesar.
Le relief est marqué au nord-est par la sierra Nevada de Santa Marta. Le reste du département correspond à la rive droite de la vallée du río Magdalena, qui sert de frontière naturelle à l'ouest. La faible pente du cours inférieur du fleuve provoque la formation de nombreux marécages, appelés ciénagas, dont la plus grande est le grand marais Cienaga Grande de Santa Marta, une aire naturelle protégée.

### Découpage administratif

Municipalités de Magdalena.

Le département de Magdalena est divisé en trente municipalités. Sa capitale est Santa Marta.
| Municipalité                | Superficie (km2) | Population (2005) | Densité (hab./km2) |
| --------------------------- | ---------------- | ----------------- | ------------------ |
| Algarrobo                   | 408              | 11 556            | 28,32              |
| Aracataca                   | 1 175            | 34 929            | 29,73              |
| Ariguaní                    | 1 107            | 30 568            | 27,61              |
| Cerro de San Antonio        | 184              | 8 058             | 43,79              |
| Chibolo                     | 527              | 16 018            | 30,39              |
| Ciénaga                     | 1 366            | 100 908           | 73,87              |
| Concordia                   | 110              | 9 922             | 90,2               |
| El Banco                    | 816              | 53 544            | 65,62              |
| El Piñón                    | 544              | 16 684            | 30,67              |
| El Retén                    | 268              | 18 417            | 68,72              |
| Fundación                   | 922              | 56 107            | 60,85              |
| Guamal                      | 554              | 24 052            | 43,42              |
| Nueva Granada               | 843              | 16 006            | 18,99              |
| Pedraza                     | 310              | 7 865             | 25,37              |
| Pijiño del Carmen           | 739              | 13 850            | 18,74              |
| Pivijay                     | 1 636            | 35 379            | 21,63              |
| Plato                       | 1 500,04         | 48 898            | 32,6               |
| Pueblo Viejo                | 691              | 24 865            | 35,98              |
| Remolino                    | 611              | 7 840             | 12,83              |
| Sabanas de San Ángel        | 1 195            | 14 353            | 12,01              |
| Salamina                    | 1 195            | 8 239             | 6,89               |
| San Sebastián de Buenavista | 420              | 17 930            | 42,69              |
| San Zenón                   | 238              | 8 749             | 36,76              |
| Santa Ana                   | 1 120            | 22 840            | 20,39              |
| Santa Bárbara de Pinto      | 497,65           | 10 919            | 21,94              |
| Santa Marta                 | 2 393,65         | 414 387           | 173,12             |
| Sitionuevo                  | 967              | 26 777            | 27,69              |
| Tenerife                    | 490              | 12 291            | 25,08              |
| Zapayán                     | 353              | 8 464             | 23,98              |
| Zona Bananera               | 443              | 56 404            | 127,32             |

## Démographie

### Population
| 1985    | 1990    | 1995      | 2000      | 2005      | - |
| ------- | ------- | --------- | --------- | --------- | - |
| 888 502 | 983 209 | 1 058 726 | 1 104 634 | 1 149 917 | - |

### Ethnographie
Selon le recensement de 2005, 0,8 % de la population de Magdalena se reconnait comme étant « indigène », c'est-à-dire descendant d'ethnies amérindiennes et 9,8 % se définit comme afro-colombienne.

## Économie
Le Magdalena est classé au quatrième rang des départements les plus pauvres du pays.